# Bahna
Bahna es una comuna ubicada en el distrito de Neamț, Rumania.

## Superficie
Posee una superficie de 57,20 kilómetros cuadrados.

## Demografía
Hasta 2021 la población era de 3723 habitantes, con una densidad de población de 51,10 habitantes por kilómetro cuadrado.